# Landschaftsschutzgebiet Vogelschutzgebiet Egge

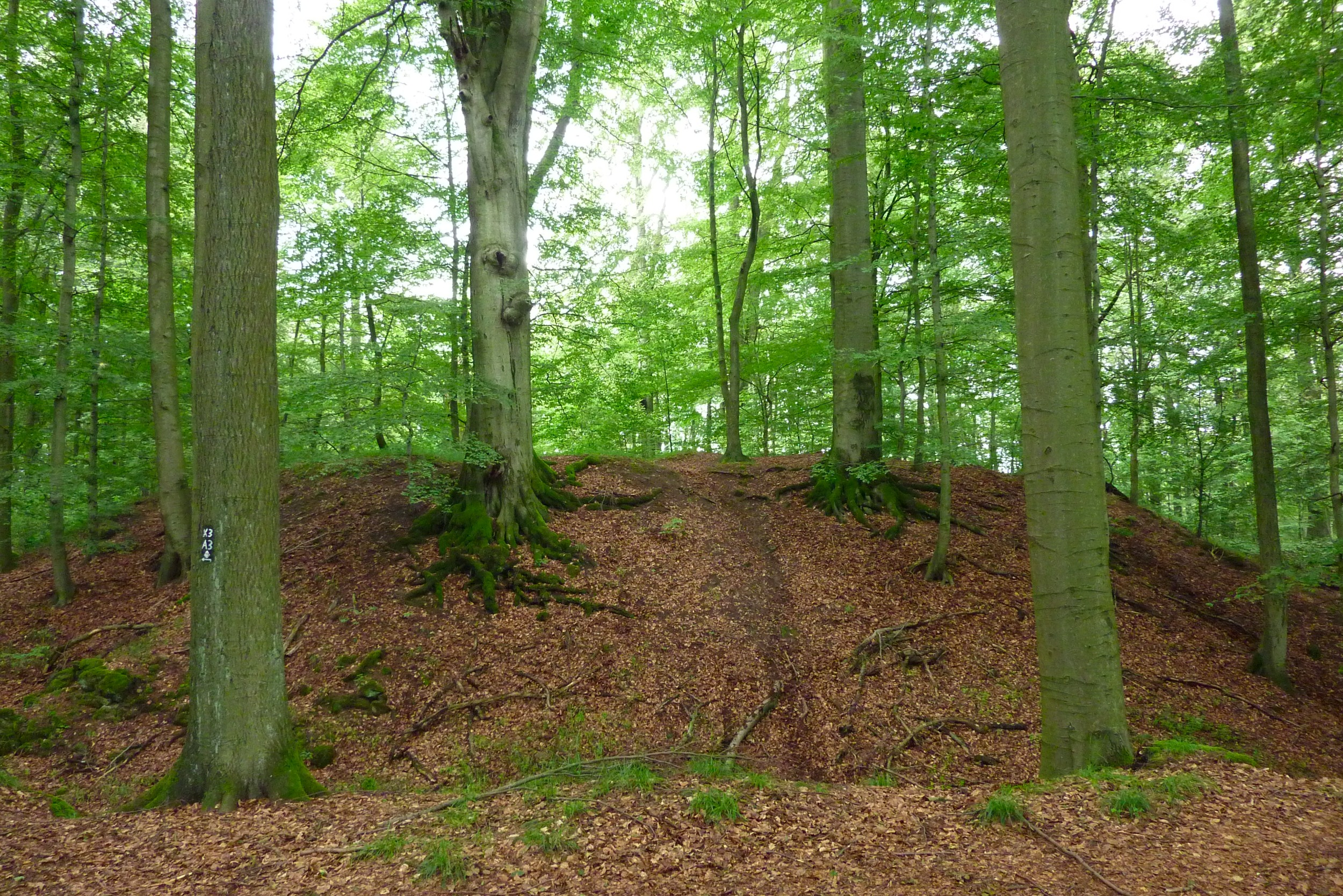
Stadtwüstung Blankenrode im LSG

Das Landschaftsschutzgebiet Vogelschutzgebiet Egge liegt im Stadtgebiet von Lichtenau im Kreis Paderborn. Das Landschaftsschutzgebiet (LSG) wurde 2014 vom Kreistag mit dem Landschaftsplan Lichtenau ausgewiesen. Das LSG liegt im Naturpark Teutoburger Wald/Eggegebirge. Das LSG grenzt direkt an den Hochsauerlandkreis. Dieser Bereich des Naturparks ist seit 2004 Teil vom Vogelschutzgebiet Egge (DE 4519-401). Das LSG besteht aus drei Teilflächen. 

## Beschreibung
Im LSG Vogelschutzgebiet Egge liegen die Teile vom Vogelschutzgebiet Egge im Landschaftsplangebiet, welche nicht als Teil vom Naturschutzgebiet Marschallshagen und Nonnenholz mit oberen Altenautal, Naturschutzgebiet Schwarzbachtal und Naturschutzgebiet Sauertal ausgewiesen wurden. Es handelte sich um den Kleinenberger Wald, den Holtheimer Wald, Oberhagen, den östlichen Teilbereich von Marschallshagen, den Schneefelder Berg, den Hardehauser Busch, den Großen Nonnenbusch, den Schmiedebusch und die Stadtwüstung Blankenrode. 
LSG umfasst den großflächige und zusammenhängende Buchen- und Buchenmischwälder sowie bachbegleitender Erlen- und Eschenauwälder und anderen Waldformationen mit temporären und dauernd fließenden Bächen, Trockentälern und Quellbereichen. Im Gebiet entspringen zahlreiche Quellbäche der Kleinenberger Sauer. 
Der Wald ist Brut- und Nahrungshabitat des Schwarzstorches. Im LSG brüten auch die Vogelarten Raufußkauz (Aegolius funereus), Eisvogel (Alcedo atthis), Haselhuhn (Bonasa bonasia), Mittelspecht (Dendrocopos medius), Schwarzspecht (Dryocopus martius), Neuntöter (Lanius collurio), Rotmilan (Milvus milvus), Grauspecht (Picus canus) und Raubwürger (Lanius excubitor). In der Brutzeit zwischen dem 1. März und dem 31. August sind forstliche Maßnahmen sowie die Holzaufbereitung durch Brennholzwerber im Bereich von Horstschutzzonen von Arten der Vogelschutzrichtlinie zu unterlassen. 
Zur Optimierung soll es zur mittelfristigen Umwandlung von Nadelholzbeständen in standortgerechte Laubwälder. Geeignete Einzelbäume oder Baumgruppen sollen zu Altholzinseln entwickelt werden und Totholzbäume und Höhlenbäume sollen erhalten werden.
Der Landschaftsplan schreibt zur Forstwirtschaft: „Im Vogelschutzgebiet sind alle, auch forstliche Maßnahmen zu unterlassen, die zu einer Verschlechterung des Erhaltungszustandes von FFH-Lebensraumtypen und Arten von gemeinschaftlichem Interesse nach FFH- oder Vogelschutzrichtlinie führen können.“
Im LSG liegt das Bodendenkmal Stadtwüstung Blankenrode.